# Nemacheilus
Nemacheilus hay còn gọi là cá chạch suối là một chi cá trong họ Nemacheilidae gồm các loại cá chạch bản dịa của châu Á.

## Các loài
Hiện hành có 33 loài được ghi nhận trong chi này:
- Nemacheilus anguilla Annandale, 1919 (incertae sedis, most likely in this genus)
- Nemacheilus arenicolus Kottelat, 1998
- Nemacheilus banar Freyhof & Serov, 2001
- Nemacheilus binotatus H. M. Smith, 1933
- Nemacheilus chrysolaimos (Valenciennes, 1846)
- Nemacheilus cleopatra Freyhof & Serov, 2001
- Nemacheilus corica (F. Hamilton, 1822) (incertae sedis, most likely in this genus)
- Nemacheilus elegantissimus P. K. Chin & Samat, 1992
- Nemacheilus fasciatus (Valenciennes, 1846) (Barred loach)
- Nemacheilus jaklesii (Bleeker, 1852) (species inquirenda in this genus)
- Nemacheilus kaimurensis Husain & Tilak, 1998 (incertae sedis, most likely in this genus)
- Nemacheilus kapuasensis Kottelat, 1984
- Nemacheilus longipectoralis Popta, 1905
- Nemacheilus longipinnis C. G. E. Ahl, 1922
- Nemacheilus longistriatus Kottelat, 1990
- Nemacheilus marang Hadiaty & Kottelat, 2010
- Nemacheilus masyai H. M. Smith, 1933 (Arrow loach)
- Nemacheilus monilis Hora, 1921 (incertae sedis, most likely in this genus)
- Nemacheilus olivaceus Boulenger, 1894
- Nemacheilus ornatus Kottelat, 1990
- Nemacheilus pallidus Kottelat, 1990
- Nemacheilus papillos H. H. Tan & Kottelat, 2009
- Nemacheilus papillosus (Perugia, 1893) (species inquirenda in this genus)
- Nemacheilus paucimaculatus Bohlen & Šlechtová, 2011[2]
- Nemacheilus pfeifferae (Bleeker, 1853)
- Nemacheilus platiceps Kottelat, 1990
- Nemacheilus saravacensis Boulenger, 1894
- Nemacheilus selangoricus Duncker, 1904 (Grey-banded loach)
- Nemacheilus spiniferus Kottelat, 1984
- Nemacheilus stigmofasciatus Arunachalam & Muralidharan, 2009 (incertae sedis, most likely in this genus)
- Nemacheilus tebo Hadiaty & Kottelat, 2009
- Nemacheilus troglocataractus Kottelat & Géry, 1989 (Blind cave loach)
- Nemacheilus tuberigum Hadiaty & Siebert, 2001